# Serverski skriptovi
Serverski skriptovi. predstavljaju tehniku koja se koristi u dizajniranju veb sajtova koja uključuje ubacivanje skriptova u HTML izvorni kod gde korisnik (klijent) šalje zahtev serverskoj strani pri čemu se skript izvršava na serveru pre nego što se klijentu nazad pošalje odgovor. Skript može biti napisan na nekom od brojnih jezika koji se izvršavaju na serverskoj strani. Klijentski skriptovi,kao što je JavaScript, za razliku od serverskih se izvršavaju na klijentskoj strani u pregledaču veba.
Serverski skriptovi se obično koriste da obezbede interfejs za klijenta i da ograniče pristup klijentu ka vlasničkim bazama podataka ili drugim strukturama podataka.
Takođe omogućuju vlasnicima sajtova da smanje korisnički pristup izvornom kodu serverskih skriptova koji mogu biti vlasnički i vredni sami po sebi. Na drugoj strani se nalazi serverska mašina koja treba da obezbedi većinu računarskih resursa pre slanja stranice klijentu za prikaz u veb pregledaču.
Kada server isporučuje podatke na najčesće korišćeni način, na primer u skladu sa HTTP i FTP protokolima,korisnici mogu izabrati klijentski program (većina modernih pregledača veba može poslati zahtev i primiti podatke korišćenjem oba protokola).Ukoliko postoji više specijalizovanih aplikacija, programeri mogu pisati svoje protokole za komunikaciju izmedju klijenta i servera.
Programi koji se izvršavaju na lokalnom korisničkom računaru bez slanja ili primanja podataka preko mreže se ne smatraju klijentima, pa se rezultati takvih programa ne smatraju operacijama na klijentskoj strani.

## Istorija
Netscape uvodi implementaciju JavaScript-a kao jezika za serverske skriptove zajedno sa Netscape Enterprise Server,koji je prvi put predstavljen u decembru 1994. godine (malo posle predstavljanja JavaScript-a za pretraživače). Skriptove na serverskoj strani je kasnije koristio Fred DuFresne dok je razvijao prvi veb sajt za televizijsku stanicu u Bostonu. Ova tehnologija je opisana u američkom patentu. Patent je predstavljen 1998. i sad je u vlasništvu Open Invention Network(OIN). Godine 2010. OIN je imenovao Fred DuFresne-a "Uvaženim izumiteljom" za njegov rad na razvoju serverskih skriptova.
Danas,zbog raznovrsnosti servisa koji koriste serverske skriptove da isporuče nazad podatke klijentu neki se i ne naplaćuju. Primer je WolframAlpha, koji računa rezultate izvan klijentskog okruženja i vraća, izračunati rezultat nazad. Češće korisćen servis je Google-ov pretraživač, koji traži milione keširanih rezultata vezanih za ključnu reč koju je korisnik naveo i vraća uređenu listu nazad klijentu.Siri upošljava serverske skriptove izvan veb aplikacije. Aplikacija uzima unos,računa rezultat i vraća ga nazad klijentu.

## Objašnjenje
U ranijem razvoju veba, serverski skriptovi bili su skoro isključivo izvršavani u kombinaciji sa C programima i Perl skriptovima. Izvršavani su od strane operativnog sistema i rezultati su se slali nazad veb server. Mnogi moderni veb serveri mogu direktno izvršiti script jezike kao što su ASP i PHP od strane veb servera ili koristeći module (mod_perl ili mod_php).Na primer, WebDNA uključuje sopstveni sistem podataka.
Dinamički veb sajtovi ponekad koriste prilagođene aplikacije servera kao sto je Pyton "Base HTTP Server" biblioteka, iako neki možda ne smatraju da je to pisanje serverskih skriptova. Pri projektovanju korišćenjem dinamičkih web-zasnovanih serverskih tehnika, kao što je klasični ASP ili PHP, programeri moraju dobro razumeti logično, vremensko i fizičko razdvajanje izmedju klijenta i servera. Da bi korisnik pokrenuo izvršavanje serverskog koda, programer koji radi sa klasičnim ASP mora eksplicitno da izazove korisnički pretraživač da pošalje zahtev serveru.
Skript na serverskoj strani je u potpunosti obrađen od strane servera umesto klijenta. Kada klijent zatraži stranicu koja sadrzi kod pisan na server skript jeziku server obrađuje skript i klijentu vraća HTML stranicu. Na primer, ASP stranica se ne obrađuje od strane pretraživača, nju interpretira server koji može da obradi ASP skript kodove i vraća HTML stranicu klijentu.

## Jezici
Najčešće korišćeni jezici su
- ASP.NET (*.aspx)
- C (*.c, *.csp)
- Java (*.jsp)
- JavaScript (*.ssjs, *.js)[3]
- Lua (*.lp *.op *.lua)
- Perl (*.cgi, *.ipl, *.pl)
- PHP (*.php)
- Python (*.py)
- Ruby (*.rb, *.rbw)

## Spoljašnje veze
- Serverski skriptovi na veb-sajtu  (језик: енглески)